# Oloron-Sainte-Marie
Oloron-Sainte-Marie (10 854 abitanti al 2011) è un comune francese nel dipartimento dei Pirenei Atlantici, in Nuova Aquitania; è sede di sottoprefettura ed è il principale centro dell'area urbana che da essa prende nome e che include 25 comuni con una popolazione di oltre 22 000 abitanti.
Come unità amministrativa esiste dal 1858 quando nacque dalla fusione di due borghi limitrofi, Oloron e Sainte-Marie, che già all'epoca formavano un centro abitato unico.
Situata nel territorio degli Iluronenses, etnìa aquitana cui deve il suo nome originario, Iluro, la località fu occupata, attorno alla metà del I secolo a.C., dai romani che vi fondarono un centro abitato, sviluppatosi con connotazioni propriamente urbane in epoca imperiale.
È considerata la capitale storica dell'alto Béarn.
Conosciuta in passato per le proprie manifatture tessili, è oggi una rinomata località turistica, base di escursioni nei vicini Pirenei e centro primario di produzione dolciaria (cioccolato di qualità).

## Toponimo
Il toponimo di Oloron appare per la prima volta sotto la forma di Iluro e procede dal basco: ili (città) e ur (acqua) e cioè città dell'acqua. Segnaliamo a tale proposito che la località è effettivamente legata alle acque dal momento che è attraversata da due fiumi, la gave d'Aspe e la gave d'Ossau e da alcuni torrenti di secondaria importanza. In età romana era nota come Civitas Lurunensium (o Elarona) o Civitas Elloronensium ( o Elinia). Agli inizi del VI secolo, in occasione del Concilio di Agde, appare già con il toponimo di Oloro Civitas, mentre in età basso-medievale viene designata con i nomi di Eleron, Oleron, Oleiron, Olero, Oloroo, ecc. Solo nell'Ottocento si è imposta definitivamente la denominazione attuale.
Il toponimo di Sainte-Marie, di origine latina, appare per la prima volta nell'XI secolo sotto la forma di Maria in Eleron, e, successivamente, come Sancta-Maria de Olorno (XIII secolo) o ancora con i roboanti Nostre-Done de Lasee de Sancta-Maria e  Nostre-Done de Lassee à Sente-Marie (XV secolo). Nel 1841 Sainte-Marie diede vita al comune di Sainte-Marie-Légugnon, a causa della fusione con il piccolo borgo di Legugnon. Diciassette anni più tardi entrambe le località vennero unite per decreto imperiale a Oloron, ma solo Sainte-Marie potrà apporre il proprio nome, subito dopo quello di Oloron, nella denominazione del nuovo comune, costituitosi ufficialmente nel 1858.

## Geografia fisica

### Territorio
Oloron-Sainte-Marie è situata ai piedi dei Pirenei, alla confluenza di tre valli montane: la valle d'Aspe, la valle d'Ossau e la valle di Barétous. Pau, il capoluogo del dipartimento, è a nord-est, a 32 km di distanza su strada, mentre la frontiera spagnola è raggiungibile, attraverso la Strada Europea E07 Pau - Saragozza, 48 km più a sud e passa per il tunnel Somport. Anche il collegamento con la città aragonese di Jaca, situata 78 km a mezzogiorno di Oloron-Sainte-Marie e con cui quest'ultima è gemellata, si realizza attraverso lo stesso tunnel. Parigi è a 823 km su strada, mentre l'oceano Atlantico è a meno di 100 km in linea d'aria ed è responsabile della relativa mitezza del clima di cui gode la città. Sotto il profilo orografico il centro urbano si sviluppa attorno ai 215-225 m s.l.m. (l'Hotel de ville è a 216 m s.l.m.) mentre l'altitudine massima di 280 m s.l.m. circa viene toccata nella periferia orientale.

### Idrografia
Nel suo territorio confluiscono due corsi d'acqua pirenaici, la gave d'Aspe e la gave d'Ossau, che a loro volta si uniscono in prossimità del centro cittadino per formare la gave d'Oloron, e una serie di affluenti: il Vert (ed i suoi tributari, torrenti Littos, Coste-Darré et Bélandre), i torrenti Auronce, Escou, Mielle, Laberou, Lamiellotte, Arrigastou, Ascle, Rachette e Termy.
Fra gli affluenti della gave d'Aspe, attraversano ugualmente il territorio comunale il torrente Lèze, tributario del Luzoué ed il suo affluente, torrente Artigaus, oltre ai torrenti Ourtau (con il suo tributario, torrente di Laguns) e il Branas.

### Clima
Oloron-Sainte-Marie beneficia, grazie alla latitudine e alla vicinanza dell'Atlantico, di un clima temperato oceanico, tipico del Béarn piedimontano, con inverni miti (quasi 6 °C di media) ed estati moderatamente calde o fresche (con una media di 19 °C). In inverno, tuttavia, possono prodursi talvolta ondate di gelo, e, in estate, di calore. Nell'inverno del 2001 il termometro scese fino a -10,5 °C e in quello del 2012 a -10,6 °C, mentre nell'estate del 2003 si sfiorarono i 40 °C (39,7 °C per l'esattezza).
Le precipitazioni, relativamente abbondanti (oltre 900 mm annui di media), sono abbastanza ben distribuite nel corso dell'anno, non esistendo una stagione che possa considerarsi veramente secca. Le piogge sono tuttavia più copiose nei mesi autunnali e invernali. In inverno possono prodursi precipitazioni di carattere nevoso.
| Oloron-Sainte-Marie | Mesi | Mesi | Mesi | Mesi | Mesi | Mesi | Mesi | Mesi | Mesi | Mesi | Mesi | Mesi | Stagioni | Stagioni | Stagioni | Stagioni | Anno |
| Oloron-Sainte-Marie | Gen  | Feb  | Mar  | Apr  | Mag  | Giu  | Lug  | Ago  | Set  | Ott  | Nov  | Dic  | Inv      | Pri      | Est      | Aut      | Anno |
| ------------------- | ---- | ---- | ---- | ---- | ---- | ---- | ---- | ---- | ---- | ---- | ---- | ---- | -------- | -------- | -------- | -------- | ---- |
| T. max. media (°C)  | 9,9  | 11,0 | 15,1 | 16,8 | 19,5 | 23,2 | 25,2 | 25,3 | 23,1 | 18,4 | 13,5 | 10,1 | 10,3     | 17,1     | 24,6     | 18,3     | 17,6 |
| T. media (°C)       | 5,4  | 6,2  | 9,4  | 11,4 | 14,2 | 17,8 | 19,6 | 19,7 | 17,7 | 13,1 | 8,9  | 5,9  | 5,8      | 11,7     | 19,0     | 13,2     | 12,4 |
| T. min. media (°C)  | 0,9  | 1,4  | 3,7  | 6,0  | 9,0  | 12,4 | 14,1 | 14,1 | 12,3 | 7,9  | 4,3  | 1,8  | 1,4      | 6,2      | 13,5     | 8,2      | 7,3  |
| Precipitazioni (mm) | 82   | 75   | 69   | 73   | 81   | 71   | 48   | 68   | 80   | 83   | 93   | 104  | 261      | 223      | 187      | 256      | 927  |

## Storia

### Storia antica
L'attuale Oloron-Sainte-Marie era in epoca preromana una località situata nel territorio degli Iluronenses, popolo aquitano che le diede il suo toponimo originario, Iluro. Fu occupata dai romani attorno alla metà del I secolo a.C., anche se l'esistenza di un centro abitato noto come Civitas Lurunensium o Elarona, è documentato solo in età imperiale. Il nucleo residenziale era situato sulla terrazza fluviale dove oggi sorge la cattedrale di Sainte-Marie, sulla riva sinistra della gave d'Aspe, poco prima della sua confluenza nella gave d'Ossau per formare la gave d'Oloron. Sulla riva destra del corso d'acqua, dove oggi sorge il quartiere di Sainte-Croix, era stata invece eretta dai romani una cittadella fortificata (oppidum). Tappa obbligata sulla strada del passo pirenaico del Somport, fra Gallia e Hispania, la località assunse subito connotazioni urbane: sono del I secolo le terme e le prime ville. La città rivestì per molto tempo una notevole importanza strategica e commerciale che mantenne anche dopo essere caduta sotto l'influenza visigota (418) insieme alla sua provincia di appartenenza, la Novempopulana, e dopo il crollo definitivo dell'Impero romano d'Occidente (476). Fra la fine del V secolo e gli inizi del VI divenne infatti sede vescovile (diocesi di Oloron) e lo resterà fino al 1801, allorquando sia l'abitato, sia il territorio su cui aveva giurisdizione, vennero incorporati nella diocesi di Bayonne. Il primo vescovo di cui abbiamo notizia, Gratus, poi canonizzato (San Grato), partecipò al Concilio di Agde nel 506.

### Storia medievale
Nell'845 circa, la città venne distrutta dai Normanni e per tre secoli se ne persero le tracce. Solo nella seconda metà dell'XI secolo tornò a popolarsi: nel 1058 il vescovo Étienne de Lavedan si stabilì sulla riva destra della gave d'Aspe, sulla stessa terrazza fluviale abitata in epoca romana e dove, nel XII secolo, venne edificata una chiesa dedicata alla Vergine Maria attorno alla quale si sviluppò l'abitato di Sainte-Marie. Una ventina d'anni più tardi, attorno al 1080, il visconte Centulle V di Béarn rifondò, su una collina posta in prossimità della riva sinistra dello stesso fiume, Oloron a meno di un chilometro di distanza in linea d'aria da Sainte-Marie e in corrispondenza dell'oppidum romano e della sua muraglia di epoca tardo-imperiale, dando origine all'insediamento omonimo e instaurandovi privilegi economici e giuridici che furono ampliati e rafforzati subito dopo la crociata contro gli Albigesi.
Col tempo i due incasati si svilupparono a valle fin quasi a congiungersi, ma quello che ormai si stava configurando sempre più come un unico nucleo urbano restò per secoli diviso in due parti: Oloron, soggetta al visconte e Sainte Marie, sotto il controllo del vescovo. A separarle vi era solo un modesto corso d'acqua, la gave d'Aspe, la cui larghezza non superava i quaranta o cinquantina metri. La storia di tali parti, pur se contrassegnata da periodi più o meno lunghi di rivalità reciproche, non impedì loro di crescere e prosperare sia sotto il profilo economico (artigianato tessile e commercio con la Spagna) sia da un punto di vista demografico e sociale.

### Storia moderna e contemporanea
Nella seconda metà del XVI secolo il relativo benessere di cui godevano i due borghi gemelli si interruppe tuttavia con le Guerre di Religione che, seppur nate e sviluppatesi nel vicino regno di Francia ebbero ripercussioni e connotazioni particolarmente cruente nel Béarn, facente parte, all'epoca, del Regno di Navarra. Nel frattempo era iniziato, con l'ascesa al potere di Enrico IV, nativo di Pau, quel processo di avvicinamento fra i due regni che dopo essere passato per una unione dinastica, culminò, nel 1620, nell'incorporazione formale di Oloron, Sainte-Marie e il loro stato di appartenenza, alla Francia.
Fin dagli ultimi decenni del Settecento i due borghi avevano iniziato a trasformarsi in due quartieri di una stessa realtà urbana. Tale processo subì un'ulteriore accelerazione nella prima metà del secolo successivo, grazie anche all'abolizione degli ultimi privilegi feudali. La prima metà dell'Ottocento fu infatti un'epoca di incremento demografico molto sostenuto sia per Oloron, sia per Sainte-Marie, che videro la propria popolazione passare dai 5.515 abitanti del 1800, ai 9.899 abitanti del 1856 (ivi compresi i residenti del piccolo borgo di Légugnon, annesso a Sainte Marie fin dal 1841), con un aumento di circa l'80%, raggiungendo congiuntamente un valore non molto inferiore a quello rilevato ai giorni nostri (10.852 abitanti nel 2011). Uno sviluppo urbano di tale ampiezza, accompagnato dal diffondersi di un'economia sempre più integrata indusse le autorità francesi a costituire, il 28 maggio 1858, mediante decreto imperiale, una unità amministrativa nuova che sancisse ufficialmente, anche nel nome, la già avvenuta fusione, di fatto, fra Oloron e Sainte-Marie: era nato il comune di Oloron-Sainte-Marie.
La ferrovia giunse nel 1883 e in quegli stessi anni ebbe grande sviluppo in città la fabbricazione di berretti baschi sorta fin dai primi decenni del XIX secolo. Agli inizi del Novecento si iniziò a produrre, prima a livello artigianale, poi industriale, un cioccolato fra i più noti e pregiati di Francia.

## Monumenti e luoghi d'interesse

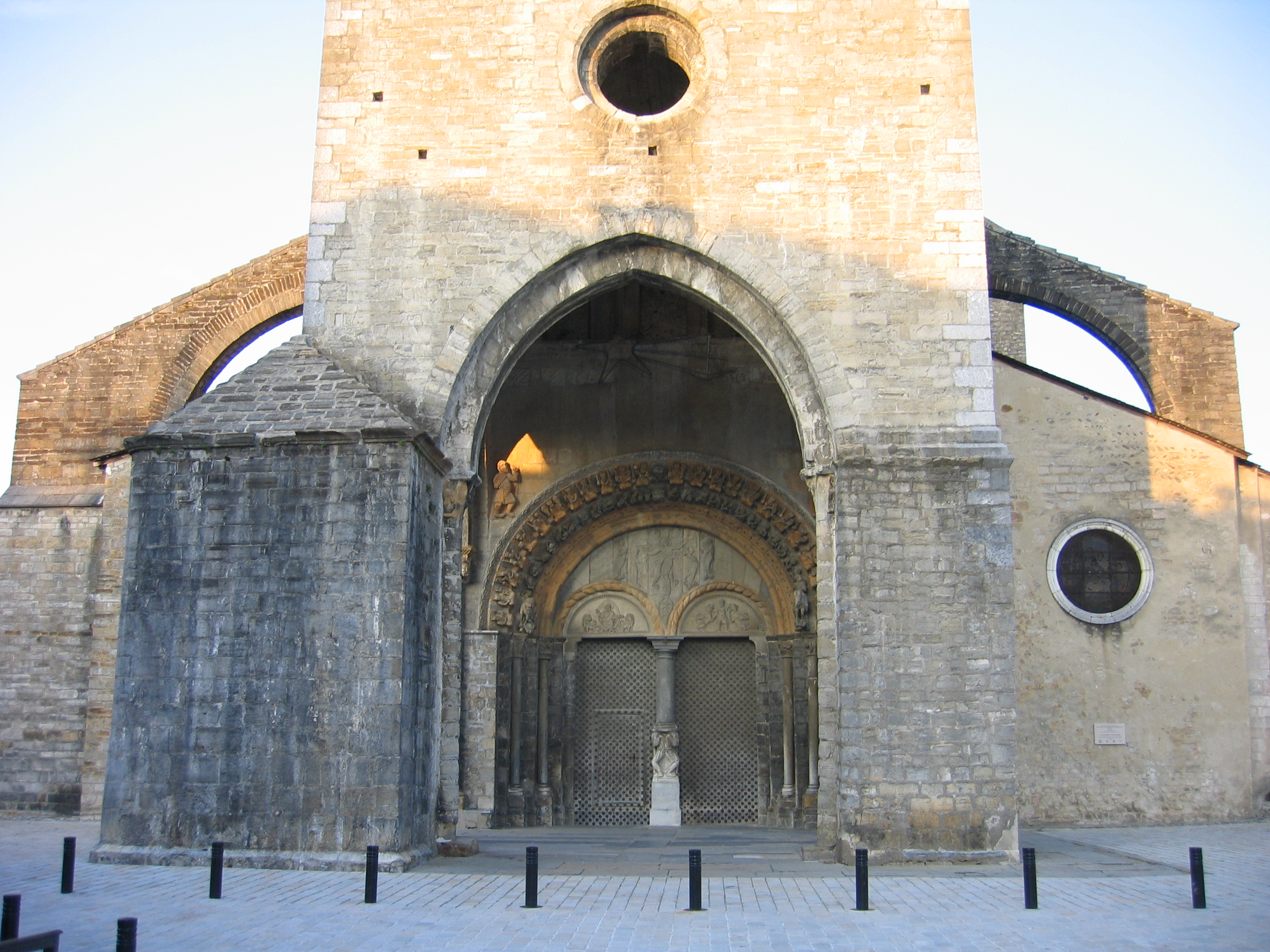
Portale della chiesa di Santa Maria, Oloron-Sainte-Marie

Fra gli edifici più rappresentativi si segnalano:
- La cattedrale di santa Maria (cathedrale de Sainte-Marie), in forme romaniche, eretta nel XII secolo
- L'église de Sainte Croix, (chiesa della Santa Croce), edificata anch'essa in stile romanico (XII secolo)
- L'église de Notre-Dame (chiesa di Nostra Signora), in stile neogotico, fu eretta nella seconda metà dell'Ottocento su progetto di Joseph-Auguste Lafollye, noto architetto dell'epoca. I fondi per la costruzione furono raccolti fra i parrocchiani mentre il terreno fu donato dal Comune. Il lungo periodo intercorso fra la posa della prima pietra, nel 1869, e la consacrazione della chiesa, nel 1893, fu dovuto a una sospensione dei lavori durata dodici anni e determinata da problemi sia economici, sia amministrativi. Fra gli elementi di maggior pregio vi sono gli stalli del coro (monumento storico dal 1986), provenienti dalla cattedrale di Sainte-Marie, e l'organo, realizzato nel 1851 da Vincent Cavaillé-Cols
- La Maison du Patrimoine, bella dimora borghese del XVII secolo, oggi adibita a Museo. Vi vengono allestite anche esposizioni sulla storia e le tradizioni locali
- Hotel de Ville, sede del Comune e un tempo utilizzato anche come prigione, è un edificio dalle forme eleganti di età moderna (XVIII secolo) sorto su una preesistente struttura medievale (di epoca medievale resta un camino in stile gotico rimaneggiato nel Settecento)[8]
- Parc Pommé, situato nel quartiere di Notre-Dame, è un parco creato nell'Ottocento di proprietà di una famiglia di armatori, i Pommé-Jacquet, poi ceduto al Comune. Si estende su una superficie di 38.000 m² ed è popolato da 34 specie diverse di alberi, fra cui numerosi tigli e platani centenari.

## Società

### Evoluzione demografica
| 1793  | 1800  | 1821   | 1831   | 1841   | 1851   | 1856   | 1861   | 1872   | 1881   | 1891   | 1901   |
| ----- | ----- | ------ | ------ | ------ | ------ | ------ | ------ | ------ | ------ | ------ | ------ |
| 5 664 | 5 515 | 6 328  | 6 458  | 6 804  | 6 388  | 9 899  | 9 362  | 8 783  | 9 117  | 8 758  | 9 078  |
| 1911  | 1921  | 1931   | 1946   | 1954   | 1962   | 1975   | 1982   | 1990   | 1999   | 2006   | 2011   |
| 9 495 | 8 976 | 10 202 | 10 567 | 11 407 | 12 778 | 12 332 | 11 513 | 11 067 | 11 992 | 10 947 | 10 854 |

### La città e i suoi quartieri
Il cuore della città si articola in tre quartieri storici, Sainte-Marie, sulla riva sinistra della gave d'Aspe, Sainte Croix, fra la riva destra della gave d'Aspe e la riva sinistra della gave d'Ossau,  e Notre-Dame, sulla riva destra della gave d'Ossau. Il quartiere di Sainte-Marie si identificò fino al 1858 con il comune dallo stesso nome, salvo durante un breve periodo (1841-1858) in cui annesse il borgo rurale di Légugnon, che oggi è parte integrante dell'abitato, mentre quelli di Sainte-Croix e Notre-Dame conformarono da sole, per secoli, il comune di Oloron. Centri organizzatori degli spazi urbani di Sainte-Marie e Sainte-Croix in età medievale furono le parrocchiali omonime: la cattedrale di Sainte Marie e la chiesa di Sainte-Croix entrambe del XII secolo. Notre-Dame, invece, non possedendo fino alla seconda metà dell'Ottocento un luogo di culto paragonabile ai precedenti, si sviluppò originariamente come centro di commerci attorno al proprio mercato, il marcadet, attivo fin dal XV secolo.
Nella seconda metà del XIX secolo, dopo la costituzione di un comune unico, fu edificato il ponte di Sainte-Marie, per agevolare i collegamenti fra l'ex-città episcopale e quella viscontea e venne edificata la chiesa neo-gotica di Notre-Dame nel quartiere omonimo. In quegli stessi anni, sempre nel quartiere di Notre-Dame, sorse, per iniziativa di una famiglia di armatori, i Pommé-Jacquet, il parc Pommé un giardino di quasi quattro ettari ceduto, nel Novecento, al comune.
Fra la fine dell'Ottocento e i primi decenni del Novecento, infine, furono assorbiti nel tessuto urbano alcune località rurali e borghi periferici, divenuti col tempo dei veri e propri quartieri, fra cui Faget, Pondeilh, Saint-Pée, Soeix, oltre al già menzionato Légugnon.

## Economia
La città ha un'economia diversificata: importante centro di scambi dell'haut Béarn vanta anche tradizioni agricole e industriali. Per quanto riguarda queste ultime ricordiamo che Oloron-Sainte-Marie era, ed è ancor oggi, la capitale del cosiddetto berretto basco pur non trovandosi all'interno della zona bascofona del dipartimento di appartenenza. La ragione andrebbe ricercata nella probabile origine bearnese, e non basca, del noto copricapo. Il crollo della domanda interna ed estera di tale articolo di abbigliamento negli ultimi decenni ha determinato tuttavia, a livello regionale, la chiusura di due delle quattro più importanti imprese che lo confezionavano. Oggi ad Oloron-Sainte-Marie è ancora in attività una sola ditta produttrice, la Laulhère (l'altra è ubicata a Baudreix, nei pressi di Pau), che oltretutto è l'unica impresa del settore a fabbricare i propri prodotti interamente in Francia. In compenso si è sviluppata in città, a partire dal primo dopoguerra, l'industria del cioccolato di qualità, oggi rappresentato soprattutto dalla Lindt & Sprüngli che qui produce, fra gli altri, i celebri Pyrénéens. Altra impresa di una certa importanza è la Messier-Dowty che ha i suoi stabilimenti a Bidos, a 4 km dal centro cittadino, ed è specializzata nella fabbricazione di carrelli d'atterraggio.

## Amministrazione

### Gemellaggi
- Jaca